# Taeniocerus bicuspis
Taeniocerus bicuspis es una especie de coleóptero de la familia Passalidae.

## Distribución geográfica
Habita en Birmania y en Assam en la (India).